# Mistrzostwa Ameryki Północnej, Środkowej i Karaibów w Piłce Siatkowej Kobiet 2011
Mistrzostwa Ameryki Północnej, Środkowej i Karaibów w Piłce Siatkowej Kobiet 2011 - 22 edycja mistrzostw rozegrana zostanie w dniach 12 września - 19 września 2011 roku w portorykańskim miejscowości Caguas. Dwa najlepsze zespoły zakwalifikują się do Pucharu Świata rozgrywanego w Japonii. W rozgrywkach wystartuje 9 reprezentacji narodowych.

## Uczestnicy
| Grupa A                    | Grupa B                                    | Grupa C                |
| -------------------------- | ------------------------------------------ | ---------------------- |
| Portoryko Kostaryka Meksyk | Kanada Stany Zjednoczone Trynidad i Tobago | Dominikana Panama Kuba |

## Faza grupowa

### Grupa A
| Data  | 1 drużyna | 2 drużyna | Wynik | Set 1 | Set 2 | Set 3 | Set 4 | Set 5 | Suma | Statystyki |
| 12.09 | Portoryko | Kostaryka | :     |       |       |       |       |       |      |            |
| 13.09 | Kostaryka | Meksyk    | :     |       |       |       |       |       |      |            |
| 14.09 | Meksyk    | Portoryko | :     |       |       |       |       |       |      |            |

| Lp. | Reprezentacja | Pkt | Mecze | Mecze | Mecze | Sety | Sety | Sety  | Małe punkty | Małe punkty | Małe punkty |
| Lp. | Reprezentacja | Pkt | M     | W     | P     | wyg. | prz. | ratio | zdob.       | str.        | ratio       |
| --- | ------------- | --- | ----- | ----- | ----- | ---- | ---- | ----- | ----------- | ----------- | ----------- |
| 1   | Portoryko     | 0   | 0     | 0     | 0     | 0    | 0    | 0     | 0           | 0           | 0           |
| 2   | Kostaryka     | 0   | 0     | 0     | 0     | 0    | 0    | 0     | 0           | 0           | 0           |
| 3   | Meksyk        | 0   | 0     | 0     | 0     | 0    | 0    | 0     | 0           | 0           | 0           |

### Grupa B
| Data  | 1 drużyna         | 2 drużyna         | Wynik | Set 1 | Set 2 | Set 3 | Set 4 | Set 5 | Suma | Statystyki |
| 12.09 | Kanada            | Trynidad i Tobago | :     |       |       |       |       |       |      |            |
| 13.09 | Stany Zjednoczone | Kanada            | :     |       |       |       |       |       |      |            |
| 14.09 | Trynidad i Tobago | Stany Zjednoczone | :     |       |       |       |       |       |      |            |

| Lp. | Reprezentacja     | Pkt | Mecze | Mecze | Mecze | Sety | Sety | Sety  | Małe punkty | Małe punkty | Małe punkty |
| Lp. | Reprezentacja     | Pkt | M     | W     | P     | wyg. | prz. | ratio | zdob.       | str.        | ratio       |
| --- | ----------------- | --- | ----- | ----- | ----- | ---- | ---- | ----- | ----------- | ----------- | ----------- |
| 1   | Kanada            | 0   | 0     | 0     | 0     | 0    | 0    | 0     | 0           | 0           | 0           |
| 2   | Stany Zjednoczone | 0   | 0     | 0     | 0     | 0    | 0    | 0     | 0           | 0           | 0           |
| 3   | Trynidad i Tobago | 0   | 0     | 0     | 0     | 0    | 0    | 0     | 0           | 0           | 0           |

### Grupa C
| Data  | 1 drużyna  | 2 drużyna  | Wynik | Set 1 | Set 2 | Set 3 | Set 4 | Set 5 | Suma | Statystyki |
| 12.09 | Dominikana | Panama     | :     |       |       |       |       |       |      |            |
| 13.09 | Panama     | Kuba       | :     |       |       |       |       |       |      |            |
| 14.09 | Kuba       | Dominikana | :     |       |       |       |       |       |      |            |

| Lp. | Reprezentacja | Pkt | Mecze | Mecze | Mecze | Sety | Sety | Sety  | Małe punkty | Małe punkty | Małe punkty |
| Lp. | Reprezentacja | Pkt | M     | W     | P     | wyg. | prz. | ratio | zdob.       | str.        | ratio       |
| --- | ------------- | --- | ----- | ----- | ----- | ---- | ---- | ----- | ----------- | ----------- | ----------- |
| 1   | Kuba          | 0   | 0     | 0     | 0     | 0    | 0    | 0     | 0           | 0           | 0           |
| 2   | Dominikana    | 0   | 0     | 0     | 0     | 0    | 0    | 0     | 0           | 0           | 0           |
| 3   | Panama        | 0   | 0     | 0     | 0     | 0    | 0    | 0     | 0           | 0           | 0           |

## Faza finałowa

### Mecze o miejsca 7–9
| Data  | 1 drużyna | 2 drużyna | Wynik | Set 1 | Set 2 | Set 3 | Set 4 | Set 5 | Suma | Statystyki |
| 15.09 |           |           | :     |       |       |       |       |       |      |            |

### Ćwierćfinały
| Data  | 1 drużyna | 2 drużyna | Wynik | Set 1 | Set 2 | Set 3 | Set 4 | Set 5 | Suma | Statystyki |
| 15.09 |           |           | :     |       |       |       |       |       |      |            |
| 15.09 |           | :         |       |       |       |       |       |       |      |            |

### Półfinały
| Data  | 1 drużyna | 2 drużyna | Wynik | Set 1 | Set 2 | Set 3 | Set 4 | Set 5 | Suma | Statystyki |
| 16.09 |           |           | :     |       |       |       |       |       |      |            |
| 16.09 |           | :         |       |       |       |       |       |       |      |            |

### Mecz o miejsce 7
| Data  | 1 drużyna | 2 drużyna | Wynik | Set 1 | Set 2 | Set 3 | Set 4 | Set 5 | Suma | Statystyki |
| 16.09 |           |           | :     |       |       |       |       |       |      |            |

### Mecz o miejsce 5
| Data  | 1 drużyna | 2 drużyna | Wynik | Set 1 | Set 2 | Set 3 | Set 4 | Set 5 | Suma | Statystyki |
| 17.09 |           |           | :     |       |       |       |       |       |      |            |

### Mecz o miejsce 3
| Data  | 1 drużyna | 2 drużyna | Wynik | Set 1 | Set 2 | Set 3 | Set 4 | Set 5 | Suma | Statystyki |
| 17.09 |           |           | :     |       |       |       |       |       |      |            |

### Finał
| Data  | 1 drużyna | 2 drużyna | Wynik | Set 1 | Set 2 | Set 3 | Set 4 | Set 5 | Suma | Statystyki |
| 17.09 |           |           | :     |       |       |       |       |       |      |            |

## Klasyfikacja końcowa
| Miejsce | Reprezentacja |
| ------- | ------------- |
|         |               |
|         |               |
|         |               |
| 4.      |               |
| 5.      |               |
| 6.      |               |
| 7.      |               |
| 8.      |               |
| 9.      |               |

## Nagrody indywidualne
| MVP                 | Najlepsza punktująca | Najlepsza atakująca           | Najlepsza blokująca | Najlepsza serwująca | Najlepsza podbijająca | Najlepsza rozgrywająca | Najlepsza przyjmująca | Najlepsza libero |
| ------------------- | -------------------- | ----------------------------- | ------------------- | ------------------- | --------------------- | ---------------------- | --------------------- | ---------------- |
| Bethania de la Cruz | Sarah Pavan          | Yanelis Rebeca Santos Allegne | Marisa Field        | Logan Tom           | Brenda Castillo       | Lindsey Berg           | Brenda Castillo       | Brenda Castillo  |